# Domaize
Domaize ist eine französische Gemeinde mit 377 Einwohnern (Stand: 1. Januar 2022) im Département Puy-de-Dôme in der Region Auvergne-Rhône-Alpes (vor 2016 Auvergne). Domaize gehört zum Arrondissement Ambert und zum Kanton Les Monts du Livradois (bis 2015 Saint-Dier-d’Auvergne). Die Einwohner werden Domaiziens genannt.

## Lage
Domaize liegt etwa 36 Kilometer ostsüdöstlich von Clermont-Ferrand in der Limagne. Das Flüsschen Mende durchquert das Gemeindegebiet und mündet hier in die Dore, ebenso der Miodet im Nordwesten. Umgeben wird Domaize von den Nachbargemeinden Sauviat im Norden und Nordosten, Tours-sur-Meymont im Osten, Cunlhat im Süden und Südosten, Ceilloux im Süden, Saint-Dier-d’Auvergne im Westen sowie Saint-Flour im Westen und Nordwesten.

## Bevölkerungsentwicklung
| Jahr                       | 1962 | 1968 | 1975 | 1982 | 1990 | 1999 | 2006 | 2013 |
| Einwohner                  | 409  | 355  | 282  | 286  | 298  | 322  | 348  | 386  |
| Quellen: Cassini und INSEE |      |      |      |      |      |      |      |      |

## Sehenswürdigkeiten
- Kirche Saint-Loup
- Schloss Domaize aus dem 16./17. Jahrhundert, Monument historique seit 1991